# Arthur Steele
Arthur Steele (1921-1944) fut, pendant la Seconde Guerre mondiale, un agent du Special Operations Executive, section F (française).

## Identités
- État civil : Arthur Steele
- Comme agent SOE :
  - Nom de guerre (field name) : « Laurent »
  - Nom de code opérationnel : WAITER (en français SERVEUR)
  - Fausse identité : Arthur Saulnier

Parcours militaire : SOE, section F, General List ; grade : capitaine ; matricule : 263403

## Éléments biographiques
Né le 6 avril 1921 en France. Fils d’Arthur et de Marie Hortense Steele. Mari d’Isabelle Steele, Watford, Hertfordshire. Résidence : Bedfordshire.
Opérateur radio du réseau MONK de Charles Skepper « Bernard », il est parachuté le 19 juin 1943. Il reste à Barjols, logé et nourri par Eugène Garcin, gérant d'une station d'essence. Il installe six émetteurs autour de Barjols, dans la colline, en des endroits seulement accessibles à des gens de la localité, et à Saint-Martin-de-Pallières. Chaque jour de juillet 1943 à mars 1944, les liaisons avec Londres sont régulières. À plusieurs reprises, Italiens et Allemands cherchent à localiser et surprendre des émissions. Mais les difficultés de passage pour atteindre les caches les amènent à tourner autour des lieux sans jamais y parvenir, l'émission cessant à chaque alerte. Au début de mars 1944, Eugène Garcin refusant de participer avec ses hommes à un parachutage si l’on n’attend pas la pleine lune, Arthur Steele quitte Barjols et rejoint le groupe à Marseille. Il est arrêté le 26 mars 1944 à Marseille, au 6, rue Mérintier, en même temps qu'Éliane Plewman « Gaby », et juste après Charles Skepper. Durant son année d’activité, Arthur Steele a opéré environ 400 messages radio. Déporté en Allemagne, il est exécuté à Buchenwald le 10 septembre 1944, à l'âge de 23 ans, pendu au crématoire.

## Reconnaissance

### Distinctions
- Grande-Bretagne : Mention in Despatches
- France : croix de guerre 1939-1945 avec palme.

### Monuments
- En tant que l'un des 104 agents de la section F morts pour la France, cet agent est honoré au mémorial de Valençay, Indre, France.
- Brookwood Memorial, Surrey, panneau 21, colonne 3.
- au camp de Buchenwald, une plaque, inaugurée le 15 octobre 2010, honore la mémoire des officiers alliés du bloc 17 assassinés entre septembre 1944 et mars 1945, notamment vingt agents du SOE, parmi lesquels figure « Arthur Steele, Capt. A. ».
- Une plaque commémorative se trouve sur la façade du 8, rue Mérentié, à Marseille. Elle rend hommage aux trois agents du réseau MONK (Charles Skepper, Éliane Plewman et Arthur Steele) à l’endroit où ils ont été arrêtés par la Gestapo. Cette plaque, due à l’initiative de Robert Lafont, a été dévoilée par le maire de Marseille en 1998.

## Sources
- Fiche Arthur Steele, sur le site Special Forces Roll of Honour.
- Le Mémorial de la section F, Gerry Holdsworth Special Forces Charitable Trust, 1992
- M. R. D. Foot et Jean-Louis Crémieux-Brilhac (avant-propos et notes) (trad. de l'anglais par Rachel Bouyssou), Des Anglais dans la Résistance : le service secret britannique d'action (SOE) en France, 1940-1944, Paris, Tallandier, 2008, 799 p. (ISBN 978-2-84734-329-8, BNF 41218078). Traduction en français par Rachel Bouyssou de (en) SOE in France. An account of the Work of the British Special Operations Executive in France, 1940-1944, Londres, Her Majesty's Stationery Office, 1966, 1968 ; Whitehall History Publishing, in association with Frank Cass, 2004. Ce livre présente la version officielle britannique de l’histoire du SOE en France.
- Lt. Col. E.G. Boxshall, Chronology of SOE operations with the resistance in France during world war II, 1960, document dactylographié (exemplaire en provenance de la bibliothèque de Pearl Witherington-Cornioley, consultable à la bibliothèque de Valençay). Voir sheet 45, MONK CIRCUIT.
- 8, rue Mérentié, Histoire d’un réseau anglais dans la Résistance française à Marseille — 1943-1944, par Jean Contrucci et Jacques Virbel, sept.2011